# Engunga

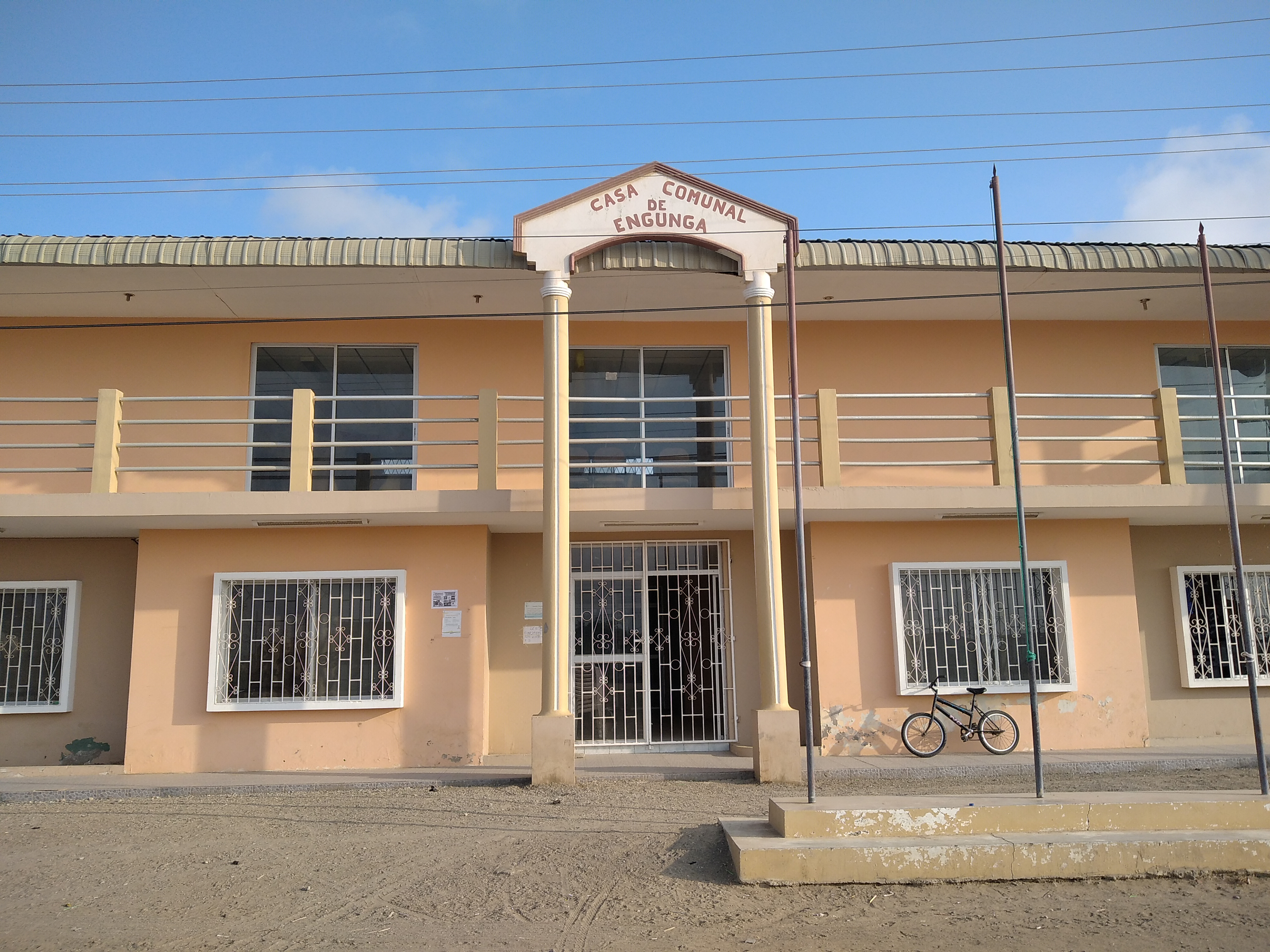
Sede de la comuna Engunga

La Comuna Engunga está localizada en la Parroquia Chanduy, provincia de Santa Elena, Ecuador, 15 km al suroeste de la vía Guayaquil – Salinas. La comunidad se asienta en 13458,75 hectáreas, lo que corresponde al total de la jurisdicción en terrenos. La comuna Engunga tiene 4 vías de acceso, la principal desde el km. 80 de la vía a la Costa, desde Engabao, desde San Rafael y Chanduy. El tiempo de llegada a esta comunidad desde la vía de Chanduy es de aproximadamente 30 minutos.

## Toponimia
En cuanto al nombre no hay certeza de su origen. Estas son algunas versiones conocidas:
Engunga puede ser una palabra compuesta de la primitiva lengua Puruhá-Mochica, “La toponimia se repite sobre la zona Manteño-Huancavilca; demuestra ciertos nombres como Guangala, siendo posiblemente palabra compuesta de La-Mochica, que quiere decir agua. Prefijos como ENG (madre) y terminaciones como AO, AY y ON, son Mochicas. Ejemplos de toponimias Mochica están; Chongón, Olón, Yansún, Santay, Engoroy, Engullima, Engabao y Engunga” (Arqueólogo Emilio Estrada Icaza 1957). El actual territorio de la parroquia Chanduy según se afirma: “fue en la prehistoria parte del gran Imperio Chimú, que supera en antigüedad al Imperio del Tahuantinsuyo. Estudiosos y Filólogos han sostenido que los nombres Colonche, Chongón, Muey, Chanduy, Engabao, Engunga entre otros, son topónimos de carácter Chimú”(Alejandro Guerra Cáceres 1995).
El nombre de la población es de origen primitivo. Engunga, fue un jefe indígena de la tribu de Engabao, en la Confederación de Chanduy. Engunga fue un soldado de confianza del general Engabao, en todas las empresas que se llevaron a efecto en las épocas anteriores a la conquista, mayor en edad a su cacique Engabao en casi 10 años, muchos piensan que este jefe fue uno de los que instruyó al cacique Engabao en el arte de la guerra. Otra versión es que su nominación de origen primitivo, es atribuida a dos indígenas llamados Eng y Unga, quienes procrearon un hijo al que llamaron Engunga en el siglo XV (Pérez, R. 1988).

## Historia
Según los estudios realizados por el señor Emilio Estrada Icaza, Engunga fue desde la época prehistórica un asiento poblacional de importancia. En este sector fueron hallados objetos como vasijas y gran cantidad de residuos de moluscos. Al pie del mar, cerca del Estero Grande hubo hasta 1984 un gran cementerio con restos humanos que fue destruido por las construcciones de piscinas para cría de camarones que se realizaban en aquel entonces; este lugar era llamado por los habitantes: “El Mogote”. De las versiones entregadas por nuestros abuelos se supone que hubo un antiquísimo caserío a lo largo de la playa de la actual comuna. Cabe resaltar que este poblado no tiene fecha de fundación y, si seguimos la secuencia lógica de los hechos acontecidos luego de la llegada de los españoles, la población se redujo, mas no desapareció. La generación de Arqueólogos e Historiadores que exploraron la zona peninsular desde los años 70 hasta finales del siglo XX, omitieron de manera inexplicable las investigaciones en dos comunidades tradicionalmente autóctonas como son Engunga y Tugaduaja, y los vestigios que había in situ casi han desaparecido privando de conocer a profundidad más sobre el origen del sitio.
En 1858 los españoles ya hicieron constar en sus crónicas el sitio Engunga. Entre los años 1860 a 1880 probablemente habitaban en Engunga entre otros “el francés José Rucabao, antepasado de una de las ramas de apellido Drouet. El hacendado Francisco Monroy Cedillo, además don Manuel de Jesús Cobos que se dedicaba a la compra de sombreros de paja toquilla y a la siembra de orchilla, una tintura que exportaba a México” (Pérez, R. 1988). Finalmente fue fundada el 9 de diciembre de 1937, tiene aproximadamente 3000 habitantes. Los sectores con los que cuenta están: el barrio 26 de noviembre, Fisco del Norte, Central, Malvina y Miraflores.

## Agustina Mateo Jimémez (Aguchita o Guchita)

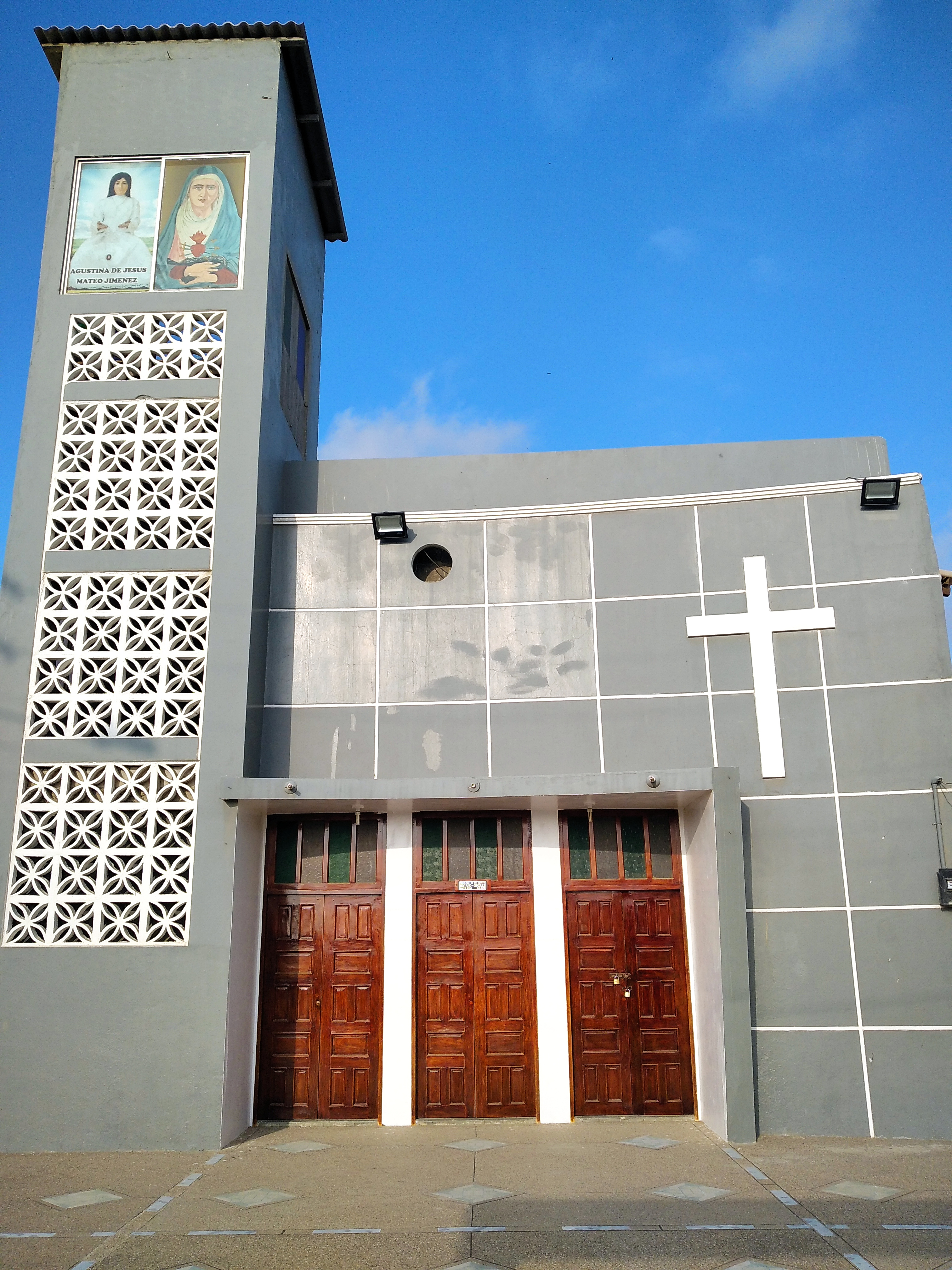
Capilla de Agustina Mateo Jiménez

En Engunga existen dos iglesias, la primera esta a la entrada del pueblo, la cual se considera la oficial, tiene un párroco que ofrece misa solo los sábados, la segunda por el contrario, muchos la consideran pagana por ser construida sin permiso alguno por las iglesia católica, desafiando toda creencia y amenaza de herejía. Construida de cemento con un diseño parecido a la iglesia de Don Bosco de Guayaquil, ahí reposa su propia santa.
Los comuneros piden a las autoridades católicas el reconocimiento de los milagros que la niña Agustina de Engunga realiza con frecuencia, por un suceso que trascendió los límites del pueblo, fue el de la ciudadana nativa Agustina de Jesús Mateo Jiménez, una joven con discapacidad que tenía la facultad de premonición. Falleció en el año 1976 a la edad de 34 años y luego de su fallecimiento ocurrieron algunos acontecimientos fuera de lo común. Un año después de su muerte se divulgó que de su tumba salía un suave aroma a rosas y se creó una verdadera psicosis colectiva donde se hablaban de milagros, devociones y hechos sobrenaturales que dieron motivo a diarias visitas al camposanto y, dada estas circunstancias en días posteriores, el féretro con los restos de Agustina fue sacado por moradores y devotos al centro de la población. Luego de varios hechos relacionados con el caso, se construyó una capilla donde fueron colocados sus restos dentro de una urna donde permanece hasta el presente. Cada 9 de octubre, creyentes del lugar y de otras localidades se reúnen para orar por su alma. Por estos acontecimientos las autoridades eclesiásticas no están de acuerdo con el caso, y se rehúsan a dar autorización para iniciar una posible beatificación. La capilla está a tres cuadras del templo oficial, la virgen de las Mercedes, por esta devoción el clero decidió castigar al pueblo en el pasado por aproximadamente dos años sin sacerdote.

## Sus habitantes
Se mantienen con el folklor, vestimenta y comida típica característicos de la población. Existen 7 organizaciones barriales con viviendas de construcciones mixtas, de madera y bloques; algunas alcanzan dos plantas con techos de teja, zinc o de adobe cemento. El líquido vital se entrega por redes domiciliarias, sistema que fue ejecutado en el año 1994. Para obtener los productos de primera necesidad poseen una tienda comunitaria, con ciertas limitaciones en su oferta por lo que tienen que salir a abastecerse al Puerto de Chanduy, y muchas veces al cantón La Libertad. En la salud, existe un Dispensario Médico del Seguro Social Campesino que cubre requerimientos de medicina general. Adicionalmente, cuentan con una Farmacia Comunitaria, provista de medicamentos de primeros auxilios.
Las actividades a las que se dedican son agrícolas y ganaderas. Cuenta con servicios básicos, educación básica y bachillerato. También existe una biblioteca y cyber para los estudiantes, completamente gratuito con el objetivo de colaborar en el desarrollo de su comunidad. Existen 11 empresas camaroneras en funcionamiento, las mismas que generan plazas de trabajo a gran parte de los moradores, y por ende es el medio de sustento familiar. 